# Lukas Bauer (volley-ball)
Pour les articles homonymes, voir Lukas Bauer et Bauer.
Lukas Bauer est un joueur allemand de volley-ball né le 26 février 1989 à Schwandorf (arrondissement de Schwandorf). Il mesure 2,00 m et joue central. Il totalise 21 sélections en équipe d'Allemagne.

## Clubs
| Club                     | De        | À         |
| ------------------------ | --------- | --------- |
| SG Eltmann               | 2008-2009 | 2008-2009 |
| VfB Friedrichshafen      | 2009-2010 | 2010-2011 |
| Spacer's Toulouse Volley | 2011-2012 | 2011-2012 |
| Arago de Sète            | 2012-2013 | …         |
| Saint-Nazaire            | 2014-2015 |           |

## Palmarès
- Championnat d'Europe des moins de 21 ans
  - Finaliste : 2008
- Championnat d'Allemagne (2)
  - Vainqueur : 2010, 2011
- Coupe d'Allemagne
  - Finaliste : 2011